# Campionati europei di atletica leggera 2022 - Salto con l'asta maschile
Il concorso del salto con l'asta maschile ai campionati europei di atletica leggera 2022 si è svolto il 18 e il 20 agosto 2022.

## Podio
| Pos.    | Atleta                | Nazione  | Misura | Note                  |
| ------- | --------------------- | -------- | ------ | --------------------- |
| Oro     | Armand Duplantis      | Svezia   | 6,06 m | Record dei campionati |
| Argento | Bo Kanda Lita Baehre  | Germania | 5,85 m |                       |
| Bronzo  | Pål Haugen Lillefosse | Norvegia | 5,75 m |                       |

## Record
Prima di questa competizione, il record del mondo (RM), il record europeo (EU) ed il record dei campionati (RC) erano i seguenti:
| Record                | Prestazione | Atleta                  | Data                                         | Competizione  |
| --------------------- | ----------- | ----------------------- | -------------------------------------------- | ------------- |
| Record mondiale       | 6,21 m      | Armand Duplantis Svezia | 24 luglio 2022 Eugene, Stati Uniti d'America | Mondiali 2022 |
| Record europeo        | 6,21 m      | Armand Duplantis Svezia | 24 luglio 2022 Eugene, Stati Uniti d'America | Mondiali 2022 |
| Record dei campionati | 6,05 m      | Armand Duplantis Svezia | 12 agosto 2018 Berlino, Germania             | Europei 2018  |

### Campione in carica
La campionessa europea in carica era prima della manifestazione sportiva:
| Campione | Nazione                 | Prestazione | Data                             | Competizione |
| -------- | ----------------------- | ----------- | -------------------------------- | ------------ |
| Europeo  | Armand Duplantis Svezia | 6,05 m      | 12 agosto 2018 Berlino, Germania | Europei 2018 |

### La stagione
Prima di questa gara, gli atleti con le migliori tre prestazioni dell'anno erano:
| Pos. | Nazione                       | Prestazione | Data                                         |
| ---- | ----------------------------- | ----------- | -------------------------------------------- |
| 1    | Armand Duplantis Svezia       | 6,21 m      | 24 luglio 2022 Eugene, Stati Uniti d'America |
| 2    | Bo Kanda Lita Baehre Germania | 5,90 m      | 25 giugno 2022 Berlino, Germania             |
| 3    | Renaud Lavillenie Francia     | 5,87 m      | 24 luglio 2022 Eugene, Stati Uniti d'America |

## Risultati

### Qualificazione
Le qualificazioni si sono disputate a partire dalle 10:55 del 16 agosto. Si qualificano alla finale gli atleti che saltano 5,80 m (Q) o le dodici migliori misure (q).
| Pos. | Gruppo | Atleta                | Nazionalità   | 5,30 | 5,50 | 5,65 | Risultato | Note |
| ---- | ------ | --------------------- | ------------- | ---- | ---- | ---- | --------- | ---- |
| 1    | A      | Thibaut Collet        | Francia       | -    | o    | o    | 5,65 m    | q    |
| 1    | A      | Rutger Koppelaar      | Paesi Bassi   | -    | o    | o    | 5,65 m    | q    |
| 1    | B      | Bo Kanda Lita Baehre  | Germania      | -    | o    | o    | 5,65 m    | q    |
| 1    | B      | Oleg Zernikel         | Germania      | -    | o    | o    | 5,65 m    | q    |
| 1    | B      | Torben Blech          | Germania      | o    | xo   | o    | 5,65 m    | q    |
| 6    | A      | Armand Duplantis      | Svezia        | -    | -    | xo   | 5,65 m    | q    |
| 6    | A      | Renaud Lavillenie     | Francia       | -    | o    | xo   | 5,65 m    | q    |
| 6    | B      | Pål Haugen Lillefosse | Norvegia      | -    | o    | xo   | 5,65 m    | q    |
| 9    | A      | Sondre Guttormsen     | Norvegia      | -    | xo   | xo   | 5,65 m    | q    |
| 9    | B      | Menno Vloon           | Paesi Bassi   | xo   | o    | xo   | 5,65 m    | q    |
| 11   | B      | Dominik Alberto       | Svizzera      | o    | o    | xxo  | 5,65 m    | q    |
| 12   | B      | Urho Kujanpää         | Finlandia     | o    | xo   | xxo  | 5,65 m    | q    |
| 13   | A      | Simen Guttormsen      | Norvegia      | o    | o    | xxx  | 5,50 m    |      |
| 13   | B      | Emmanouīl Karalīs     | Grecia        | o    | o    | xxx  | 5,50 m    |      |
| 15   | A      | Ben Broeders          | Belgio        | -    | xo   | xxx  | 5,50 m    |      |
| 15   | B      | Tommi Holttinen       | Finlandia     | o    | xo   | xxx  | 5,50 m    |      |
| 15   | A      | Piotr Lisek           | Polonia       | o    | xo   | xxx  | 5,50 m    |      |
| 15   | B      | Robert Sobera         | Polonia       | o    | xo   | xxx  | 5,50 m    |      |
| 19   | A      | Ersu Şaşma            | Turchia       | o    | xxo  |      | 5,50 m    |      |
| 20   | A      | Robert Renner         | Slovenia      | o    | xxx  |      | 5,25 m    |      |
| 21   | A      | Juho Alasaari         | Finlandia     | xxo  | xxx  |      | 5,25 m    |      |
| 21   | B      | Riccardo Klotz        | Austria       | xxo  | xxx  |      | 5,25 m    |      |
|      | A      | Harry Coppell         | Gran Bretagna | xxx  |      |      | nm        |      |
|      | B      | Valentin Lavillenie   | Francia       | xxx  |      |      | nm        |      |
|      | A      | Max Mandusic          | Italia        | xxx  |      |      | nm        |      |

### Finale
La finale si è disputata alle ore 20:05 del 18 agosto.
| Pos.    | Atleta                | Nazionalità | 5,50 | 5,65 | 5,75 | 5,85 | 5,90 | 5,95 | 6,05 | Risultato | Note                                     |
| ------- | --------------------- | ----------- | ---- | ---- | ---- | ---- | ---- | ---- | ---- | --------- | ---------------------------------------- |
| Oro     | Armand Duplantis      | Svezia      | -    | o    | -    | o    | o    | o    | or   | 6,05 m    | Record dei campionati                    |
| Argento | Bo Kanda Lita Baehre  | Germania    | o    | xo   | xo   | xo   | x-   | xx   |      | 5,85 m    |                                          |
| Bronzo  | Pål Haugen Lillefosse | Norvegia    | o    | o    | o    | xxx  |      |      |      | 5,75 m    |                                          |
| 4       | Rutger Koppelaar      | Paesi Bassi | o    | o    | xo   | xxx  |      |      |      | 5,75 m    | Miglior prestazione personale stagionale |
| 5       | Thibaut Collet        | Francia     | o    | xo   | xo   | xxx  |      |      |      | 5,75 m    |                                          |
| 6       | Sondre Guttormsen     | Norvegia    | xo   | xo   | xo   | xxx  |      |      |      | 5,75 m    |                                          |
| 7       | Renaud Lavillenie     | Francia     | -    | o    | -    | xxx  |      |      |      | 5,65 m    |                                          |
| 8       | Torben Blech          | Germania    | o    | xxx  |      |      |      |      |      | 5,50 m    |                                          |
| 9       | Urho Kujanpää         | Finlandia   | xo   | xxx  |      |      |      |      |      | 5,50 m    |                                          |
| 9       | Oleg Zernikel         | Germania    | xo   | xxx  |      |      |      |      |      | 5,50 m    |                                          |
|         | Dominik Alberto       | Svizzera    | xxx  |      |      |      |      |      |      | NM        |                                          |
|         | Menno Vloon           | Paesi Bassi | xxx  |      |      |      |      |      |      | NM        |                                          |